# 245 Park Avenue
245 Park Avenue je kancelářský mrakodrap v New Yorku. Má 47 podlaží a výšku 198 metrů. Byl dokončen v roce 1967 podle projektu společnosti Shreve, Lamb & Harmon Associates. Stojí na Park Avenue v těsné blízkosti Grand Central Terminal.